# Banaba
Banaba (o illa Ocean), és una illa de corall habitada de 5 km² a l'oceà Pacífic, situada a l'oest de les illes Gilbert i 300 km a l'est de Nauru. Forma part de la república de Kiribati. El punt més alt en l'illa és també el punt més alt de Kiribati, amb 81 metres (266 peus) d'altitud.
Juntament amb Nauru i Makatea, és una de les grans fonts de fosfat del Pacífic, que va ser explotat entre el 1900 i 1979. Amb el tancament de les mines de fosfat, les autoritats britàniques van traslladar gran part de la població a l'illa Rabi de les Fiji. El 2001 s'estimava una població de 200 residents a Banaba, més uns 6.000 a Fiji. A pesar de formar part de Kiribati, Banaba és governada pel consell d'ancians de Rabi que, a més, tenen un del 49 diputats del parlament de Kiribati.